# 氾勝之書
『氾勝之書』（はんしょうししょ）は、中国前漢晩期に成立した農書。全2巻18篇。書名は『氾勝之』、『氾勝之種殖書』、『氾勝之田農書』と様々に呼ばれた。著者は成帝の下で議郎を務めた氾勝之である。

## 内容
氾勝之は長安で農業に携わり、その過程で得た経験から本書を編纂した。『漢書』芸文志では農家の一つで、18篇。前漢の農業をまとめた集大成であり、以降中国で成立する様々な農書の先例を築き上げた。
氾勝之書は北宋初期に散逸したが、北魏時代に賈思勰によって編纂された『斉民要術』などに多く引用されており、約3500字分の内容はそれら書物から読み解くことが可能である。20世紀になって、それらの内容を集成して、石声漢は『氾勝之書今釈』を編集した（日本語訳書の底本でもある）。
氾勝之書は、耕作、種まきなど栽培全体に通じる方法、個々の作物ごとの栽培法、陰陽五行にもとづく占いの方法を含んでいた。特に稲・キビ・麦・ヒエ・大豆・小豆・麻・クワ・瓜・ユウガオ・イモなどに関しては深く記述されていた。土の硬さ・湿りと降雨の関係や、季節により耕すべき時期、耕してはならない時期があること、その時期の判断の方法など、具体的な技術指導がある。溲種法という肥料・虫除けを種に混合して保存・播種する方法、区田法という細かな区画に作った溝や穴に作付けする方法も記す。

## 影響
氾勝之書は後世の農書に大きな影響を与えただけでなく、後漢末の学者の鄭玄による『周礼』の『礼記』や、唐の学者の賈公彦による『周礼注疏』などでも言及されている。

## 日本語訳
- 『氾勝之書』岡島秀夫、志田容子訳、農山漁村文化協会、1986年、ISBN 978-4-540-86041-6

### 日本語
- 西嶋定生、『中國経済史研究』、東京大学出版会、1966年。

### 中国語
- 《圖說秦漢》，龔書鐸，知書房出版社，ISBN 978-986-7151-48-3
- 《秦漢史—帝國的建立》，王子今，三民書局，ISBN 978-957-14-5120-6
- 《中國通史—秦漢史》，鄒紀萬，眾文圖書公司，ISBN 978-957-532031-7
- 《中國文化通史—下》，胡世慶，三民書局，ISBN 978-957-14-4633-2